# Dañs Keff
Pour les articles homonymes, voir Kef.
La dañs Keff ou dañs Kef (ou suite Keff) est une danse bretonne, ressemblant à la dañs Leon mais avec un tempo beaucoup plus rapide. La suite comporte deux parties, la dañs Keff proprement dite et le bal, dansé en cortège de couples.

## Histoire
La dañs Keff appartient à la catégorie des danses au succès récent : Jean-Michel Guilcher ne la mentionne pas dans son ouvrage de référence sur la tradition de danse en Basse Bretagne.
Elle a été collectée auprès de M. Kermarrec du Keff en 1962 par les sœurs L’Hour, chanteuses du Léon (Finistère Nord) qui l'interprètent à Guingamp en 1963 avec le cercle celtique de Plouédern ; celui-ci, né en 1896, dit l’avoir dansée avant la guerre, un jour de foire dans le Haut-Léon, entre la ville de Landerneau et la commune de Sizun, au lieu-dit Keff, en la commune de La Martyre, près de Landerneau. On peut néanmoins s'interroger sur la valeur de cet unique témoignage. Pour Alan Pierre, spécialiste de danse bretonne de la fédération War'l Leur, qui a établi une classification des danses de 1 à 10 - le n°1 correspondant aux danses du fond ancien - la dañs Keff se classe dans la catégorie 8 des "danses d'un passé récent au collectage douteux".
Quoi qu'il en soit de son ancienneté, la dañs Keff est souvent sonnée ou chantée en fest-noz.

## Pratique
On danse en rond hommes et femmes alternés, en se tenant par le petit doigt. La danse commence du pied droit, le pas ressemble à celui de la dañs Leon avec un décalage d'un temps : le temps 1 de la dañs Keff correspond au temps 8 de la dañs Leon, mais l'air de la danse est un ton doubl de gavotte. Par la suite des bals à quatre ont été créés en 1992 puis un bal à huit en 2006.
L'air le plus souvent utilisé aujourd'hui par les sonneurs pour accompagner cette danse est en fait un air de gavotte des montagnes, tel que celui joué par Alan Stivell dans son album Reflets. Le départ pied droit et le style, très cornouaillais, font penser à la gavotte Kernevodez (gavotte du pied droit d'Hanvec, Irvillac, Logonna, Daoulas...), dont elle pourrait en définitive n'être qu'une variante.
Un concours de dañs Keff avait lieu tous les ans à Landerneau, lors du festival Kann al Loar, durant la deuxième semaine de juillet. Il continue par la suite d'être organisé par le cercle celtique Eskell an Elorn et Kenleur.